# NGC 3099A
NGC 3099A је елиптична галаксија у сазвежђу Мали лав која се налази на NGC листи објеката дубоког неба.
Деклинација објекта је + 32° 42' 26" а ректасцензија 10h 2m 36,5s. Привидна величина (магнитуда) објекта NGC 3099 износи 13,5 а фотографска магнитуда 14,5. NGC 3099A је још познат и под ознакама MCG 6-22-59, CGCG 182-64, NPM1G +32.0227, PGC 29087.